# Suniti Solomon
Suniti Solomon (née en 1938/1939 et décédée le 28 juillet 2015) était une médecin et microbiologiste indienne qui a été un pionnier de la recherche et de la prévention du sida en Inde après avoir diagnostiqué les premiers cas indiens de sida parmi les travailleuses du sexe de Chennai en 1986 avec son étudiante Sellappan Nirmala (en),. Elle a fondé le Centre YR Gaitonde pour la recherche et l'éducation sur le sida à Chennai. Le gouvernement indien lui a décerné le National Women Bio-Scientist Award,,,,. Le 25 janvier 2017, le gouvernement indien lui a décerné le Padma Shri pour la médecine pour ses contributions au diagnostic et au traitement du VIH.

## Jeunesse et éducation
Suniti Solomon (née Gaitonde), est née dans une famille hindoue maharashtrienne de commerçants de cuir de Chennai. Elle était le septième enfant d’une famille de huit personnes et la fille unique,,. Dans une interview de 2009, elle a déclaré qu'elle s'était intéressée à la médecine grâce aux visites annuelles des agents de santé à leur domicile pour les vaccinations.
Elle a étudié la médecine au collège médical de Madras (en), puis a été formée en pathologie au Royaume-Uni, aux États-Unis et en Australie jusqu'en 1973, date à laquelle elle et son mari, Victor Solomon, sont retournés à Chennai, car « elle estimait que ses services étaient plus nécessaires en Inde ». Elle a fait son doctorat en microbiologie et a ensuite rejoint la faculté de l'Institut de microbiologie du Madras Medical College.

## Carrière
Au cours de sa carrière antérieure à l'étranger, Solomon avait travaillé comme médecin junior au King's College Hospital de Londres. Après son retour en Inde, Solomon a travaillé comme microbiologiste au Madras Medical College et a atteint le rang de professeur. Elle a suivi la littérature sur les descriptions cliniques du sida en 1981, la découverte du VIH en 1983 et a décidé en 1986 de tester 100 travailleuses du sexe, car l'Inde n'avait pas de communauté ouvertement gay. Six des cent échantillons de sang se sont révélés séropositifs. Solomon a ensuite envoyé les échantillons à l'université Johns-Hopkins de Baltimore pour un nouveau test qui a confirmé le résultat,. Cette découverte est devenue la première documentation sur le VIH en Inde,. Depuis lors, Solomon a décidé de consacrer sa vie à la recherche, au traitement et à la sensibilisation sur le VIH/sida. Elle a décrit comment les gens évitaient les personnes infectées par le VIH ; même son mari ne voulait pas qu'elle « travaille avec des patients séropositifs », dont la plupart étaient à l'époque des homosexuels, des consommateurs de drogues auto-injectées et des travailleuses du sexe. Salomon a répondu par « vous devez écouter leurs histoires et vous ne diriez pas la même chose ». Solomon a été l'une des premières personnes à parler ouvertement du VIH et de la stigmatisation qui l'accompagne. Elle a déclaré un jour que « ce qui tue davantage les personnes atteintes du sida, c'est la stigmatisation et la discrimination ».
De 1988 à 1993, Solomon a créé le premier groupe de ressources sur le sida en Inde, fondé au MMC, et a dirigé diverses recherches et services sociaux sur le sida. Le groupe a également été le premier établissement complet de lutte contre le VIH/sida en Inde avant les secteurs privé et public. En 1993, Solomon a créé le « Centre YR Gaitonde pour la recherche et l'éducation sur le sida » (YRG CARE (en)) du nom de son père. C'était l'un des premiers endroits en Inde pour le conseil et le dépistage volontaire du VIH. En 2015, 100 patients ambulatoires y étaient accueillis quotidiennement et 15 000 patients étaient suivis régulièrement. Le centre et son travail là-bas ont été décrits comme « des facteurs importants dans le ralentissement de l'épidémie [de VIH] ». Elle dispense également des formations à d'autres médecins et étudiants sur le VIH et son traitement. Elle a obtenu le nom de « médecin du sida de Chennai » et a été présidente de la Société indienne du sida.
Solomon a également collaboré à des études de recherche internationales, notamment à un essai multi-pays de prévention du VIH/MST mené par le National Institute of Mental Health, au réseau d'essais de prévention du VIH (en) géré par le National Institute of Allergy and Infectious Diseases, à une étude du NIH sur le VIH stigmatisation dans les établissements de soins de santé du sud de l'Inde et une étude de phase III sur 6 % CS GEL, un microbicide candidat du CONRAD (en),.

## Vie personnelle
Solomon a rencontré son mari, Victor Solomon, chirurgien cardiaque, alors qu'elle étudiait la médecine au Madras College. Elle a suivi ses voyages au Royaume-Uni, aux États-Unis et en Australie. Il est décédé en 2006. Leur fils Sunil Solomon est épidémiologiste à l'université Johns-Hopkins de Baltimore. On lui a diagnostiqué un cancer du pancréas 2 mois avant son décès le 28 juillet 2015, à son domicile de Chennai, à l'âge de 76 ans.

## Récompenses
Salomon a reçu les récompenses suivantes :
- En 2001, prix décerné par l'université médicale d'État pour son travail pionnier sur le VIH/sida[14].
- En 2005, un Lifetime Achievement Award pour son travail sur le VIH décerné par la Tamil Nadu State AIDS Control Society[14].
- En 2006, l'Honoris Cusa de l'université Brown, aux États-Unis.
- En 2009, le prix national des femmes bio-scientifiques décerné par le ministère indien des sciences et de la technologie.
- En 2010, membre de l'Académie nationale des sciences médicales (en)[16].
- En 2012, le Lifetime Achievement Award for Service on HIV/AIDS a été décerné par l'université médicale publique Dr MGR de Chennai.
- Plusieurs autres prix, comme le prix commémoratif Mère Teresa pour l'éducation et les services humanitaires.
- En 2017, le gouvernement indien a annoncé le Padma Shri (à titre posthume) pour ses services distingués dans le domaine de la médecine[8].

## Travaux
- (en) Suniti Solomon, S. Subramadam et M. Madanagopolan, « In vitro sensitivity of enteric bacteria to epicillin, chloramphenicol, ampicillin and furazolidone », Current Medical Research and Opinion, vol. 4, no 3,‎ 1976, p. 229–232 (PMID 985743, DOI 10.1185/03007997609109309)
- (en) S. Solomon, N. Kumarasamy, S. A. Jayaker Paul, R. Venilla et R. E. Amairaj, « Spectrum of opportunistic infections among AIDS patients in Tamil Nadu, India », International Journal of STD & AIDS, vol. 6, no 6,‎ 1995, p. 447–9 (PMID 8845406, DOI 10.1177/095646249500600615, S2CID 41364414)
- (en) N. Kumarasamy, S. Solomon, S. A. Jayaker Paul, R. Edwin et S. Sridhar, « Neurological manifestations in aids patients in South India », Journal of Neuroimmunology, vol. 63, no 1,‎ 1995, p. 100 (DOI 10.1016/0165-5728(96)80989-1, S2CID 53181197)
- (en) S. Solomon, H. Madhaven, J. Biswas et N. Kumarasamy, « Blepharitis and lid ulcer as initial ocular manifestation in acquired immunodeficiency syndrome patients », Indian Journal of Ophthalmology, vol. 45, no 4,‎ 1997, p. 233–234 (PMID 9567019)
- (en) S. Solomon, N. Kumarasamy, A. K. Ganesh et R. Amairaj, « Prevalence and risk factors of HIV-1 and HIV-2 infection in urban and rural areas in Tamil Nadu, India », International Journal of STD & AIDS, vol. 9, no 2,‎ 1998, p. 98–103 (PMID 9506375, DOI 10.1258/0956462981921756, S2CID 24406494)